# Velika loža Njemačke
Velika loža drevnih i prihvaćenih slobodnih zidara Njemačke (njem. Großloge der Alten Freien und Angenommenen Maurer von Deutschland), skraćeno GL AFuAMvD, jedna je od pet velikih loža koje čine Ujedinjene velike lože Njemačke, regularnu veliku ložu u Njemačkoj. Najbrojnija je velika loža u Njemačkoj i jedna od dvoje utemeljitelja Ujedinjenih velikih loža Njemačke.
Osnovana je 1949. godine kao Ujedinjena velika loža Njemačke (Vereinigte Großloge von Deutschland) od preko 160 loža iz deset tadašnjih njemačkih velikih loža.

## Povijest

### Pozadina
Nakon dolaska Adolfa Hitlera na vlast 1933. godine, slobodno zidarstvo je bilo sustavno progonjeno i zabranjeno u nacističkoj Njemačkoj. Nacistički režim smatrao je slobodne zidare dijelom međunarodne "judeomasonske urote" te ih je optuživao za podrivanje njemačkih nacionalnih interesa. Već iste godine donesene su prve mjere zabrane rada masonskih loža, a njihova imovina bila je zaplijenjena. Do 1935. gotovo sve velike lože u Njemačkoj bile su raspuštene, a njihovi članovi nadzirani, uhićivani ili internirani. Nacistička propaganda prikazivala je slobodne zidare kao prijetnju državnoj sigurnosti, a masonski simboli bili su zabranjeni. Broj njemačkih slobodnih zidara smanjio se s 80.000 prije zabrane na samo 5.000 nakon Drugog svjetskog rata.

### Osnivanje
Nakon neuspjelog pokušaja ujedinjenja 1945., Theodor Vogel, tadašnji veliki majstor Pokrajinske velike lože Bavarske, uspio je 1947. osnovati Frankfurtsku radnu skupinu masonskih loža (Frankfurter Arbeitsgemeinschaft von Freimaurerlogen) s ciljem ponovne konsolidacije njemačkog slobodnog zidarstva. Dana 19. lipnja 1949. svečano je osnovana Ujedinjena velika loža Njemačke u crkvi sv. Pavla u Frankfurtu. U tom je trenutku simbolično "uneseno svjetlo" koje je 1933. iz Njemačke u Jeruzalem spasio Leo Müffelmann iz Velike simboličke lože Njemačke, kao i svjetlo Velike lože Hamburga, čije su tradicije nastavile živjeti u ložama u Palestini i Čileu. Bila je to prva međusustavna udruga njemačkih velika loža, nakon što su prethodni pokušaji ujedinjenja iz 1801., 1872. te 1922. godine, nakon Prvog svjetskog rata, propali.
Osnivačice nove Ujedinjene velike lože bile su sljedeće lože:
- 42 lože Velike nacionalne matične lože "Tri globusa",[a]
- 35 loža Velike lože Pruske "Royal York",[3]
- 34 lože Velike lože "Sunce",
- 18 loža Velike lože Hamburga,
- 14 loža Velike matične lože eklektičnog slobodnog zidarstva,
- 7 loža Velike slobodnozidarsle lože "Sloga",
- 5 loža Velike simboličke lože Njemačke,
- 4 lože Velike državne lože Njemačke,[b]
- 4 lože Velike zemaljske lože Saske,
- 1 loža Društva slobodnih zidara "Izlazeće Sunce" (Freimaurerbundes Zur aufgehenden Sonne).

Nakon 1945. osnovano je još 10 novih loža koje su se također priključile. Godine 1952. preostale lože Društva slobodnih zidara "Izlazeće Sunce" također su se pridružile.

### Osnivanje Ujedinjenih velikih loža Njemačke
Nakon godina konstantnih napora i pomoći nekoliko stranih loža, među ostalima, Ujedinjene velike lože Engleske, došlo se 27. travnja 1958. godine do zajedničkog sporazuma između Ujedinjene velike lože Njemačke i Velike državne lože slobodnih zidara Njemačke kojim se ozvaničilo utemeljenje Ujedinjenih velikih loža Njemačke. I u ovom novom savezu, Theodor Vogel izabran je za prvog velikog majstora. 
Ujedinjena velika loža Njemačke je iste, 1970., godine preimenovana u Veliku zemaljsku ložu drevnih, slobodnih i prihvaćenih zidara Njemačke (Große Landesloge der Alten Freien und Angenommenen Maurer von Deutschland), a od 1970. nosi današnje ime Velika loža drevnih i prihvaćenih slobodnih zidara Njemačke.
Godine 1970. britanski i američki distrikti unutar Velike lože Njemačke osamostalili su se te formirali neovisne velike lože, Veliku ložu britanskih slobodnih zidara u Njemačkoj i Američko-kanadsku državnu veliku ložu.

## Ustroj
Sjedište Velike lože Njemačke je u Berlinu.

### Lože
Masonske lože pod zaštitom ove velike lože organizirane su po kotarima koji su administrativno formirani na djelomično grupiranim saveznim pokrajinama. Ovih kotara ima 11, i to su:
- Baden-Württemberg – na ovom području djeluje 31 loža u 20 gradova.
- Berlin i Brandenburg
- Bavarska – na ovom području djeluje 49 loža.
- Bremen
- Hamburg – na ovom području djeluje 37 loža.
- Hessen i Tiringija – na ovom području djeluje 31 loža u 22 grada.
- Donja Saska i Saska-Anhalt
- Sjeverna Rajna-Vestfalija
- Porajnje-Falačka
- Saska
- Schleswig-Holstein i Mecklenburg-Zapadno Pomorje

### Uprava
Velikom ložom Njemačke upravlja veliki majstor (njem. Großmeister) koji se bira na četverogodišnje razdoblje. Dosadašnji veliki majstori su:
- Theodor Vogel (1949. – 1958.)[c]
- Jens Oberheide (2002. – 2010.)
- Axel Pohlmann (2010. – 2014.)[8]
- Stephan Roth-Kleyer (2014. – 2022.)[9][10]
- Stefan Kunnert (od 2022.)[10]

### Međunarodna suradnja
Preko Ujedinjenih velikih loža Njemačke ova velika loža sudjeluje u radu Svjetske konferencije regularnih masonskih velikih loža.

### Obredi
Primarni obred Velike lože Njemačke je Schröderov obred. Velika loža upravlja simboličkim stupnjevima plave lože (učenik, pomoćnik i majstor) i delegira upravljanje visokim stupnjevima na dodatna tijela i redove.
Od 1967. godine postoji ujednačen obred, iako neke starije lože i dalje rade prema tradicionalno prenesenim obredima poput Fesslerovog i Eklektičkog obreda.

## Pridružena tijela i redovi
Upravljanje visokim stupnjevima ova velika loža provodi u pridruženim tijelima i redovima, od kojih svaki predstavlja po jedan obred i na temelju potpisanih konkordata. Ova tijela i redovi su:
- Vrhovno vijeće za Njemačku slobodnih zidara Drevnog i prihvaćenog škotskog obreda (Oberster Rat für Deutschland der Freimaurer des Alten und Angenommenen Schottischen Ritus) – nadležno za rad Škotskog obreda;[11]

### Škotski red
Vrhovno vijeće za Njemačku je član Europske konfederacije vrhovnih vijeća (engl. European Confederation of Supreme Councils).